# 東英學圃

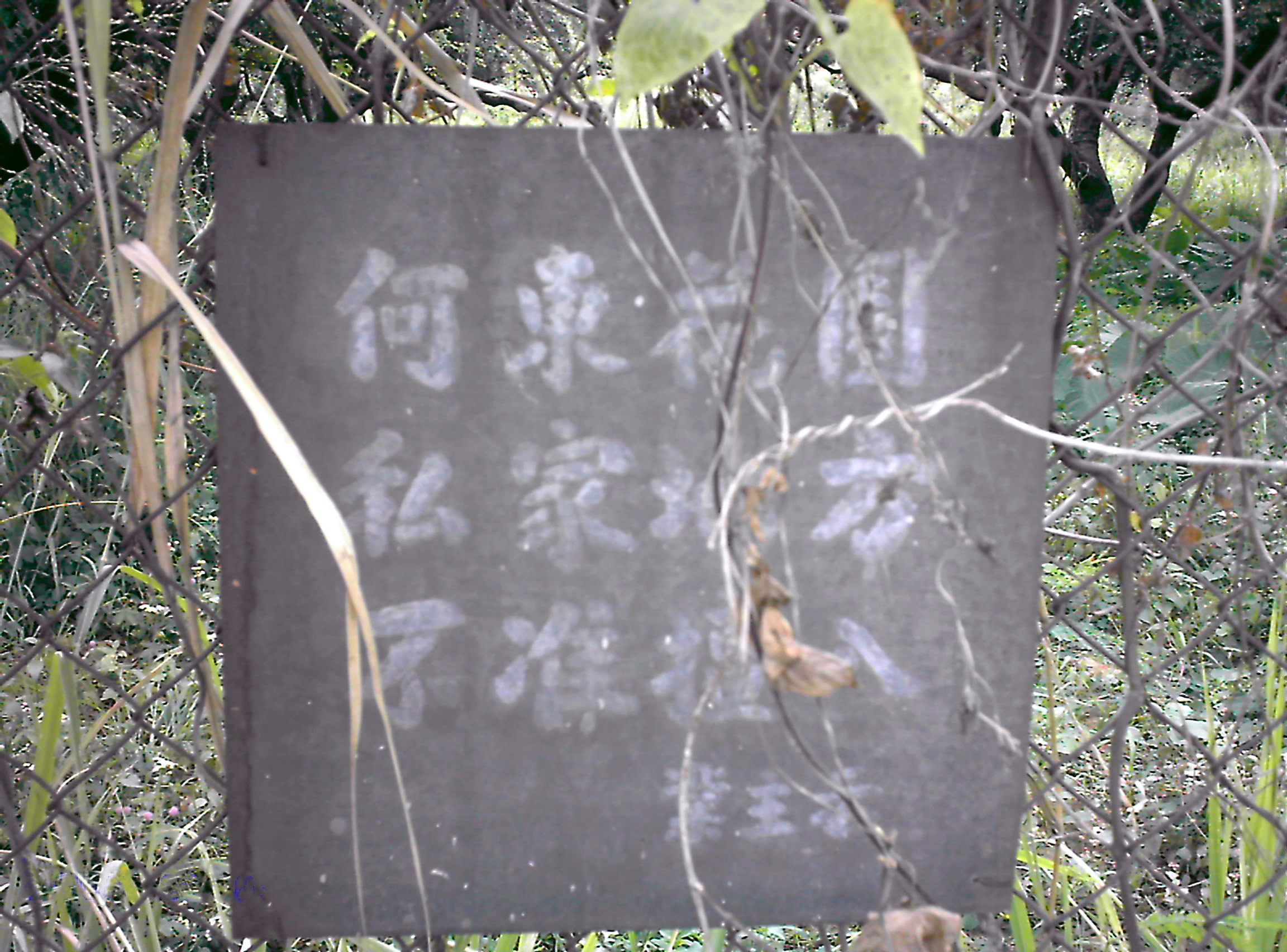
『何東花園，私家地方，不准擅入。業主示』

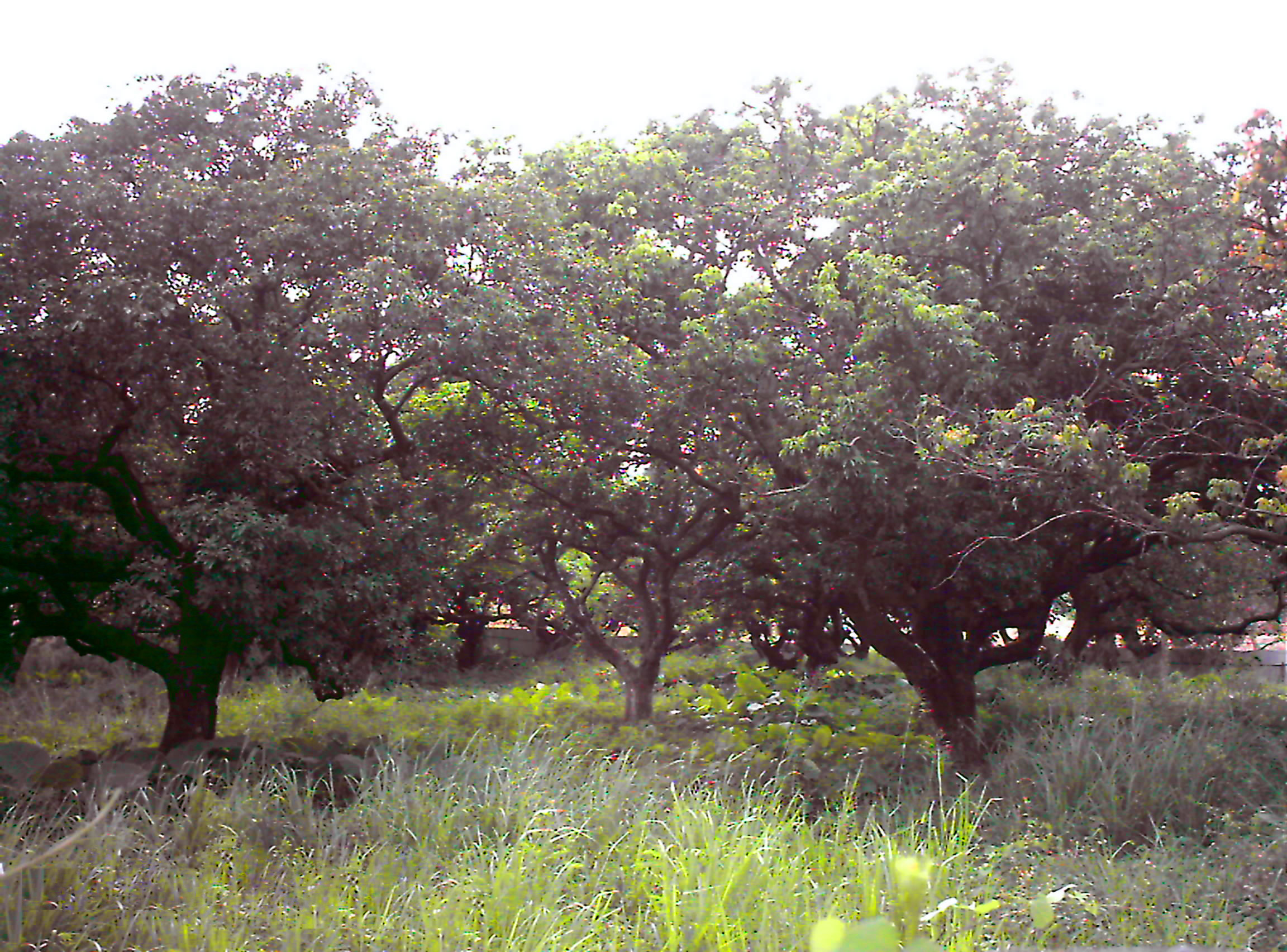
東英學圃：茂盛的荔枝叢林

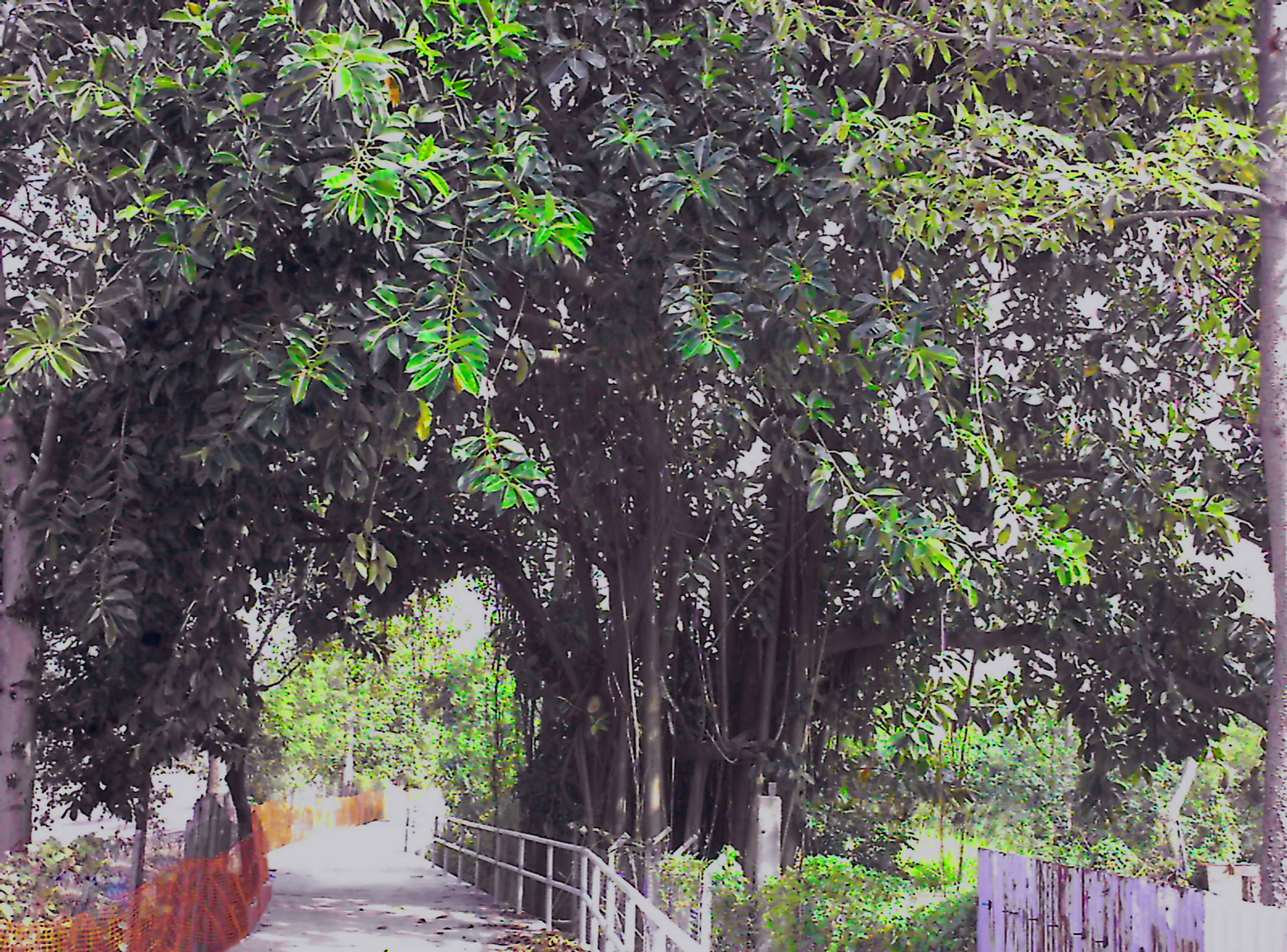
東英學圃：巨型榕樹皇

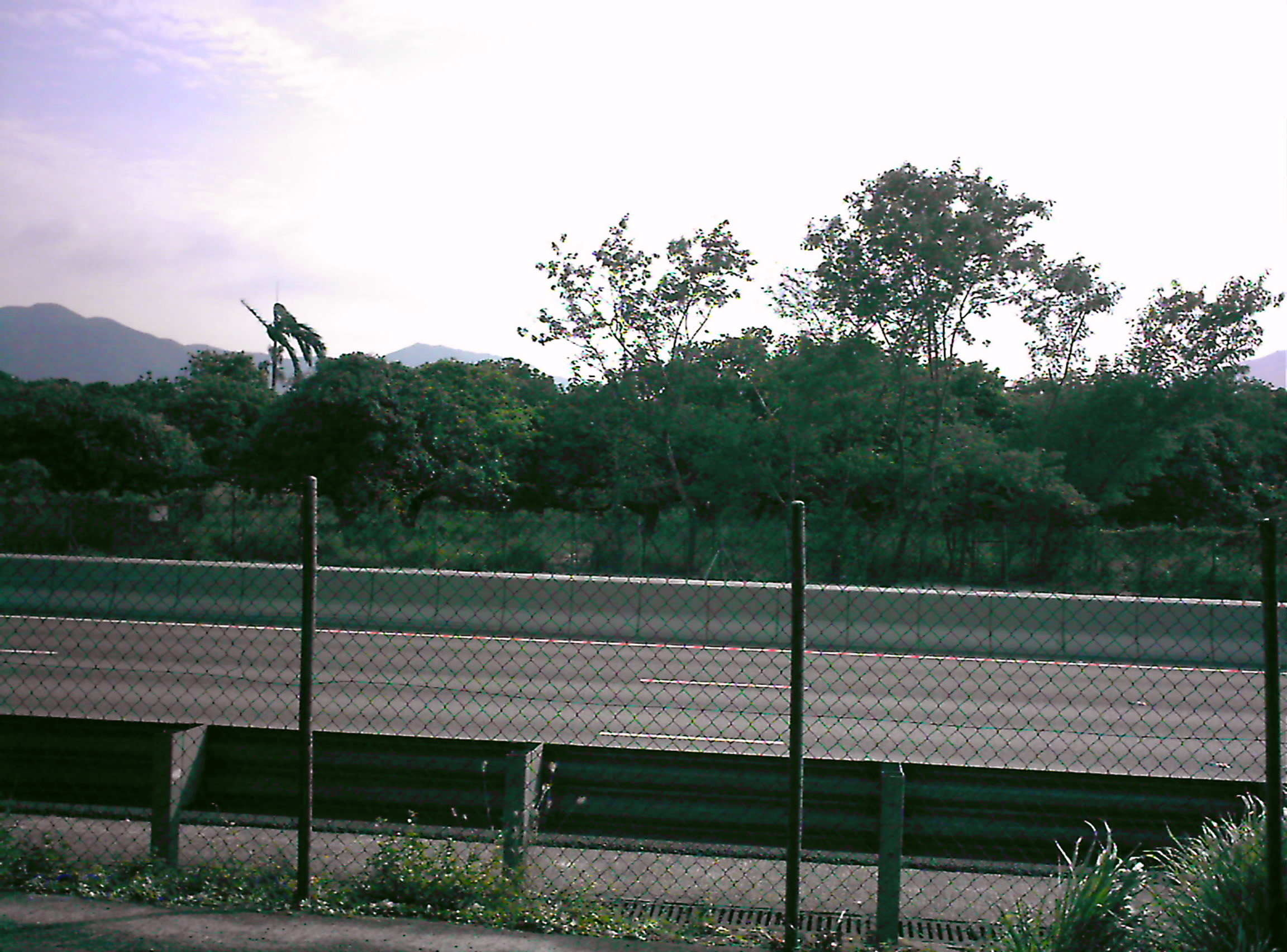
遠眺東英學圃

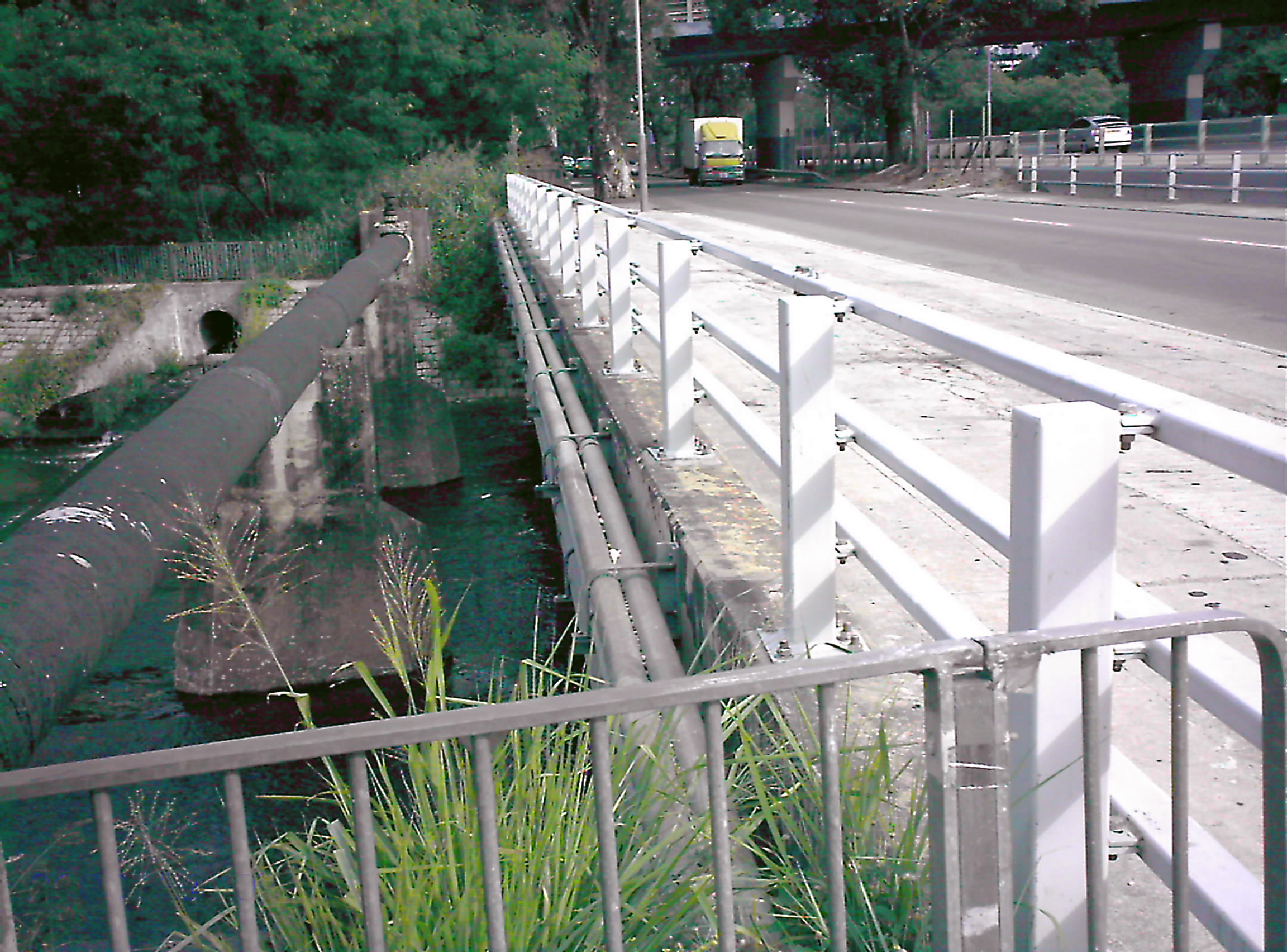
橫跨雙魚河的何東橋

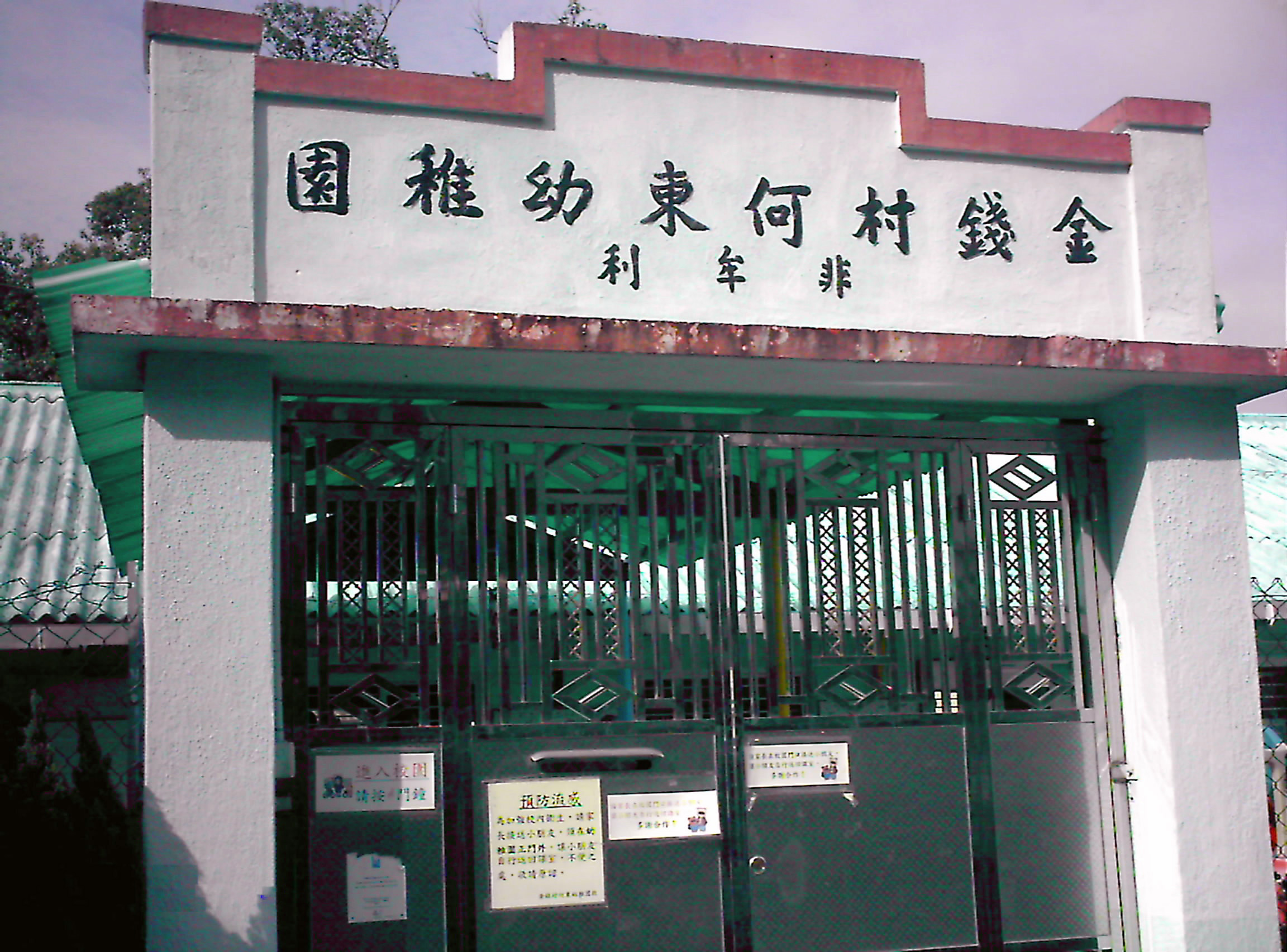
金錢村何東幼稚園的大門

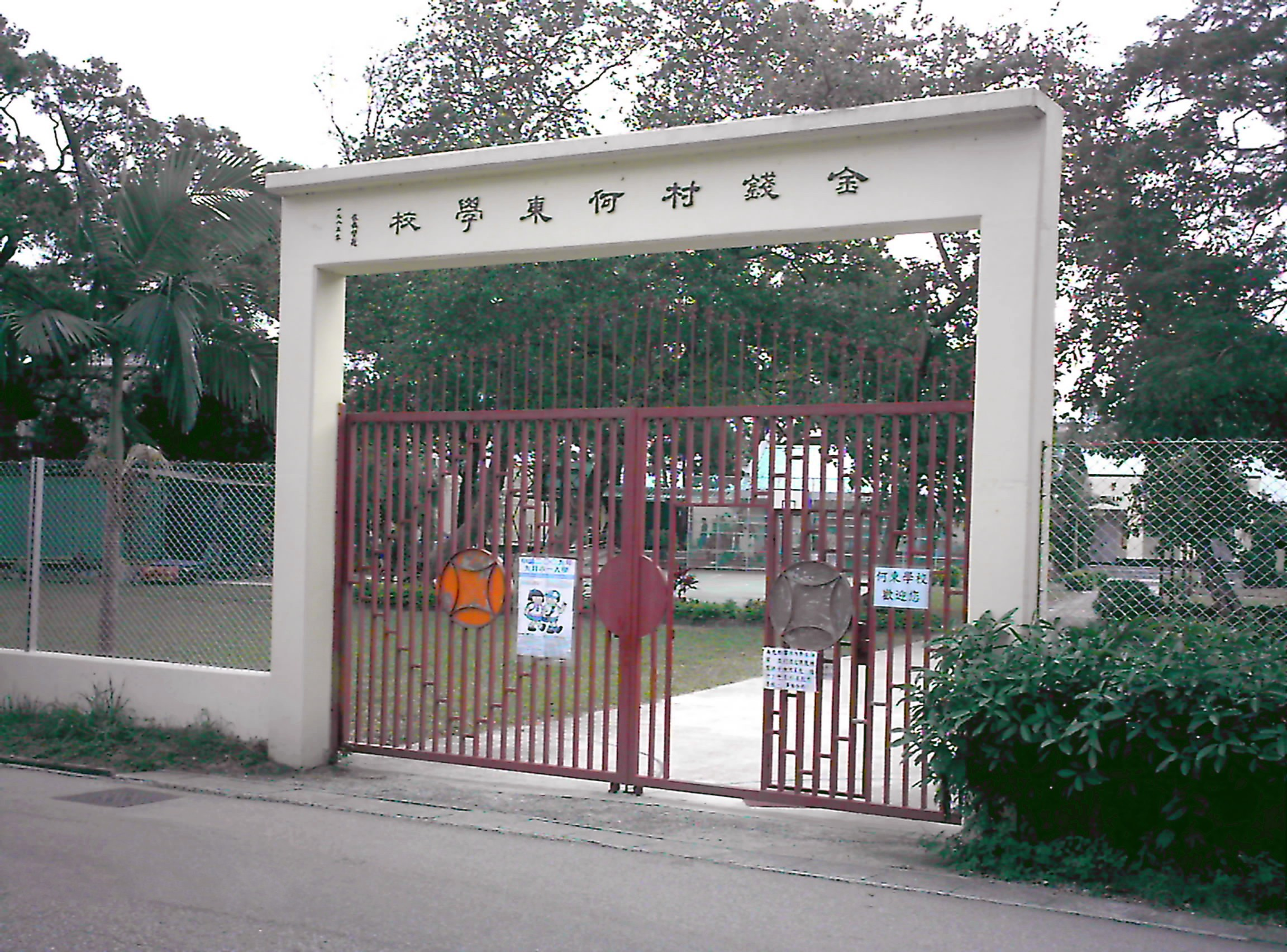
金錢村何東學校的前門

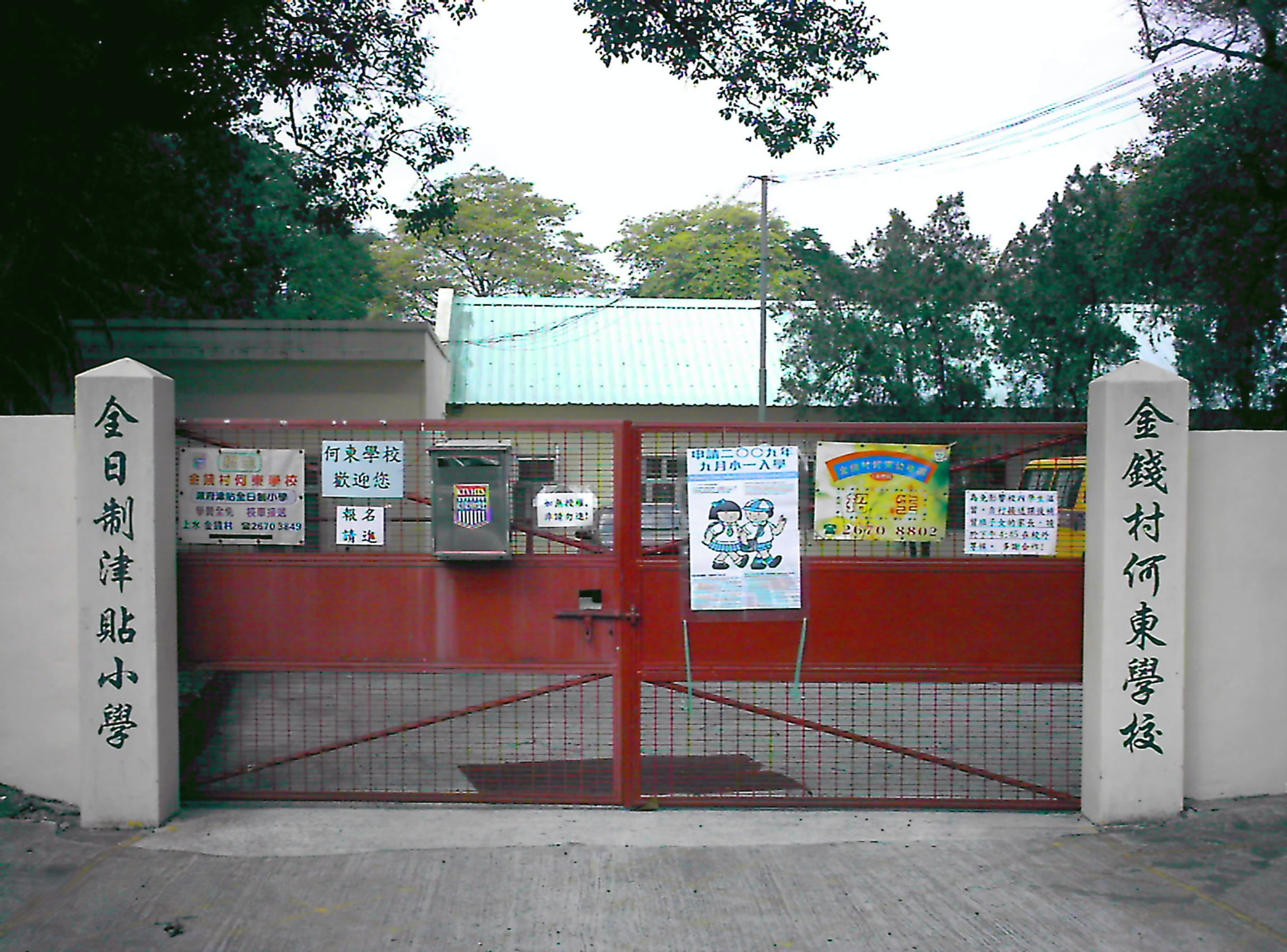
金錢村何東學校的後門

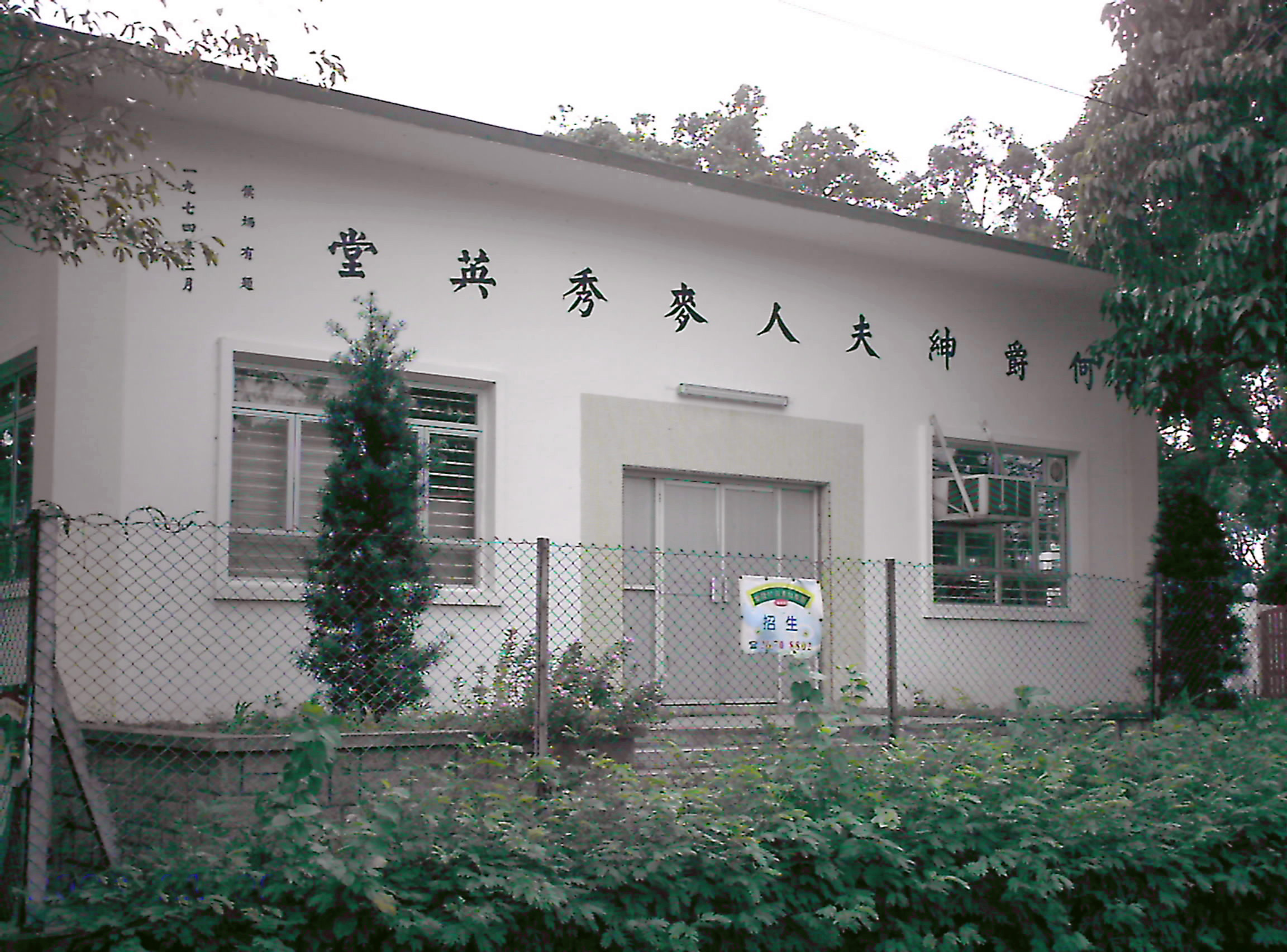
何爵紳夫人麥秀英堂

東英學圃（英語：Tung Ying Hok Pok）又名上水何東花園，位於香港的新界之青山公路（古洞段）與金坑路之間的廣泛地域，毗鄰上水金錢村。是已故香港商人何東爵士的農場，在第二次世界大戰前，開放給香港市民參觀，現時已經關閉，部分土地成為學校。名字來源是取何東爵士與其夫人麥秀英名字中各一字命名，同樣命名的尖沙咀東英大廈（已拆卸）也是以同樣方式命名。1989年，何東長孫何鴻章將土地出售，十多年後土地發展為豪宅天巒。

## 歷史
何東在英國租借新界後的1910年代購買了此大片農地，原打算作家族的週末渡假之用，後來何東夫人麥秀英在1912年將之改建成實驗農場，並曾於1924年代表香港參加了英國溫布萊舉行的大英帝國展覽會，展示種桑養蠶、抽絲剝繭的技術。
東英學圃曾於1927年12月6日舉辦了農業展覽會，有超過一百個來自北區、大埔、大嶼山等地的參展商參加，展示了稻米、水果、蔬菜等農產品和其種植技術之交流。

## 書刊介紹
- 根據中華民國的湖南省之長沙市的南正路之商務印書館在中華民國 27年（1933年）7月初版，陳公哲先生編撰的《香港指南》第12頁的記載：
  - 粉嶺西往凹頭元朗道中有粉嶺高爾夫球場（波樓），距它以西不遠有何東爵士的東英學圃，面積頗大。
- 根據香港華僑日報在1949年2月初版的的《香港年鑑》第地一Ｏ頁的記載：
  - 新界地大物博，所以有許多廣大的園林，雖然本是私人的，有時也公開給大家玩玩，第一個聞名是大埔的「康樂園」，這裡是李福林將軍的別業，雖然純粹農園色彩，但遊觀的人也很多。第二個聞名的是上水何東爵士的「東英學圃」，每屆農品展覽會舉行，它都有豐富的出品。第三個「半春園」，在大埔古松山，是「永利威酒莊」的主人黃筱煒先生的別業，半農園、半花園、半寺園、半別墅，調和起來，頗堪流連賞玩。第四個是元朗橫洲（Wang Chau）蔡氏的「娛苑」，這是半別墅半農園的地方，建立已經二十多年了。

## 外部連結
- YouTube上的東英學圃影像